# Pyrgocyphosoma jucundum
Pyrgocyphosoma jucundum är en mångfotingart som först beskrevs av Henri W. Brölemann 1935.  Pyrgocyphosoma jucundum ingår i släktet Pyrgocyphosoma och familjen knöldubbelfotingar. Inga underarter finns listade i Catalogue of Life.